# Brooklyn Nine-Nine (4.ª temporada)
A quarta temporada do sitcom de televisão Brooklyn Nine-Nine estreou em 20 de setembro de 2016 na Fox e terminou em 23 de maio de 2017 com 22 episódios.

## Sinopse
Jake e Holt são colocados na Flórida como parte do programa de proteção a testemunhas até que a 99.ª os ajude a derrubar Figgis. O esquadrão é posteriormente punido, sendo colocado no turno da noite, mas retornam ao turno do dia quando o Capitão "C.J." Stently é transferido do serviço por conta de sua incompetência. Charles e Genevieve adotam um filho, Nikolaj. Adrian retorna e retoma seu romance com Rosa, mas eles cancelam o casamento e decidem tomar um tempo para se conhecer.
Jake e Amy se mudam juntos depois de fazer uma aposta para ver qual deles pegam mais criminosos. Gina é atropelada por um ônibus e engravida do filho de um primo de Boyle, Milton. Ela também evita que a delegacia seja fechada. Terry se torna vítima de racismo. Jake e Rosa competem por uma vaga na força-tarefa da tenente Hawkins, mas Hawkins acaba por ser uma policial suja e ela os expõe por assalto a banco. Eles são considerados culpados e cada um é sentenciado a 15 anos de prisão.

## Elenco e personagens
| - Andy Samberg como Detetive Jake Peralta - Stephanie Beatriz como Detetive Rosa Diaz - Terry Crews como Sargento Terry Jeffords - Melissa Fumero como Detetive Amy Santiago - Joe Lo Truglio como Detetive Charles Boyle - Chelsea Peretti como Gina Linetti - Andre Braugher como Capitão Raymond Holt - Dirk Blocker como Detetive Michael Hitchcock - Joel McKinnon Miller como Detetive de 3º grau Norm Scully - Ken Marino como Capitão Jason "C.J." Stentley - Jason Mantzoukas como ex-Detetive Adrian Pimento - Gina Gershon como Tenente Melanie Hawkins - Marc Evan Jackson como Doutor Kevin Cozner | - Maya Rudolph como Delegada dos Estados Unidos Karen Haas - Rhea Perlman como Estelle - Jorma Taccone como Taylor - Esther Povitsky como Emily - Jim O'Heir como Xerife Reynolds - Eric Roberts como Jimmy Figgis - Zooey Deschanel como Jessica Day - Mary Lynn Rajskub como Genevieve Mirren-Carter - Kimberly Hébert Gregory como Tenente Veronica Hopkins - Craig Robinson como Doug Judy - Charles Baker como George Judy - Nathan Fillion como Mark Deveraux - Greg Germann como Gary Lurmax - L. Scott Caldwell como Juíza Federal Laverne Holt - Ryan Phillippe como Milton Boyle - Brent Briscoe como Matthew Langdon |

## Episódios
| N.º na série | N.º na temp. | Título                  | Dirigido por            | Escrito por                                | Exibição original      | Cód. de produção | Audiência (milhões) |
| --- | ------------ | ----------------------- | ----------------------- | ------------------------------------------ | ---------------------- | ---------------- | ------------------- |
| 69 | 1            | "Coral Palms: Part 1"   | Michael McDonald        | Dan Goor                                   | 20 de setembro de 2016 | 401              | 2.39                |
| Seis meses depois de serem ameaçados de morte por Figgis, Jake e Holt continuam vivendo no programa de proteção a testemunhas na Flórida, com o único contato com o trabalho anterior sendo a marechal Karen Haas dos EUA. Enquanto Holt tira o melhor de uma situação ruim, Jake quer desesperadamente voltar para casa em Nova York. Ele secretamente tenta trabalhar o caso em uma unidade de armazenamento, mas é pego por Holt. Jake tenta chantagear Holt, tornando-se seu chefe na The Fun Zone, o local de trabalho temporário de Holt. Quando uma mulher grava os dois sendo atingidos por karts, eles tentam recuperar o vídeo com resultados bem-sucedidos. Eles então decidem lançar o vídeo para atrair Figgis e derrubá-lo. |              |                         |                         |                                            |                        |                  |                     |
| 70 | 2            | "Coral Palms: Part 2"   | Trent O'Donnell         | Tricia McAlpin                             | 27 de setembro de 2016 | 402              | 2.34                |
| Jake e Holt são presos pelo xerife Reynolds, um xerife local, depois de um mal-entendido quando compram armas para derrubar Figgis. Durante esse período, Figgis vê o vídeo viral e captura a marechal-americana Karen Haas. Jake e Holt acabam saindo da prisão e decidem ligar para a 99 para obter ajuda. Enquanto isso, C.J., o novo capitão da delegacia, tem uma atitude prática e permite que seus subordinados façam o que quiserem. Isso começa a incomodar Amy. Mais tarde, quando o grupo confronta o capitão, ele se recusa a dar permissão para ajudar Jake e Holt. |              |                         |                         |                                            |                        |                  |                     |
| 71 | 3            | "Coral Palms: Part 3"   | Payman Benz             | Justin Noble                               | 4 de outubro de 2016   | 403              | 2.40                |
| Agora fugitivos, Jake e Holt tentam evitar a polícia local enquanto o distrito chega à Flórida a partir de uma viagem para ajudar. Todos eles vão para The Fun Zone para atrair Figgis. Enquanto isso, Jake e Amy se reencontram de uma maneira estranha, e Gina tenta ajudar Holt com sua lesão. Figgis morde a isca de Jake e sua equipe segue com ele para a The Fun Zone. A delegacia derruba os cúmplices e Jake acaba de frente com Figgis. Jake ganha vantagem, mas o xerife Reynolds chega para prender Jake e leva um tiro de Figgis. Figgis segura uma arma na cabeça de Jake quando Amy chega, então Amy atira na perna de Jake. Figgis escapa, mas é forçado a se render depois que seu carro é esmagado pelo caminhão de semi-reboque de Gina e Holt. De volta ao Brooklyn, o grupo é repreendido pelo capitão C.J. por ir para a Flórida, e ele os coloca no turno da noite como punição. |              |                         |                         |                                            |                        |                  |                     |
| 72 | 4            | "The Night Shift"       | Tristram Shapeero       | Matt Murray                                | 11 de outubro de 2016  | 404              | 2.13                |
| Jake e Charles tentam rastrear um ladrão, mas encontram muito menos assistência disponível no turno da noite. Enquanto isso, Charles quer passar um tempo com seu filho recém-adotado, Nikolaj, forçando Jake a trabalhar sem seu parceiro. Ele finalmente encontra o agressor, mas sua lesão na perna dá ao agressor uma vantagem. Jake acaba comandando o carro de Jessica Day, mas o colide com uma banca de jornais e o criminoso foge. Holt também tenta elevar o espírito da delegacia depois que eles são colocados no turno da noite, enquanto Amy tenta descobrir o que Rosa está escondendo. Ela logo descobre que Rosa está chateada porque Pimento ainda não voltou da proteção de testemunhas. Esse episódio inicia um crossover com New Girl que se concluí no episódio 4 da 6.ª temporada, "Homecoming". |              |                         |                         |                                            |                        |                  |                     |
| 73 | 5            | "Halloween IV"          | Claire Scanlon          | Phil Augusta Jackson                       | 18 de outubro de 2016  | 405              | 2.05                |
| Um ano após a Parte III do Dia das Bruxas, Jake, Amy e Holt concordam em ter outro assalto para provar de uma vez por todas quem é de fato o verdadeiro detetive/gênio da 99. Holt começa a frustrar os planos de Jake escolhendo Charles para sua equipe, enquanto Rosa se compromete totalmente com as travessuras de Amy. Enquanto isso, Hitchcock e Scully têm a tarefa de assistir Terry, pois a equipe suspeita que ele tenha algo na manga quando se recusa a fazer parte do assalto. Gina prova quem é a "Humano/Gênio". |              |                         |                         |                                            |                        |                  |                     |
| 74 | 6            | "Monster in the Closet" | Nisha Ganatra           | Andrew Guest                               | 15 de novembro de 2016 | 407              | 2.18                |
| Adrian Pimento aparece no apartamento de Charles. Ele e Rosa tentam retomar exatamente de onde pararam, afirmando que se casarão em 14 horas, o que envia a planejadora de casamentos Amy em alta velocidade. Em uma longa viagem com Jake e Gina para recuperar os brincos de sua avó, Adrian continua vendo sinais do universo de que ele não deveria se casar, enquanto Rosa fica bêbada durante a preparação do casamento. Adrian e Rosa finalmente percebem que têm pés frios e decidem se conhecer melhor antes de se envolverem. |              |                         |                         |                                            |                        |                  |                     |
| 75 | 7            | "Mr. Santiago"          | Alex Reid               | Neil Campbell                              | 22 de novembro de 2016 | 408              | 2.19                |
| Amy está organizando o Dia de Ação de Graças para a equipe da 99.ª e convidou o pai, Victor, um policial aposentado que Jake nunca conheceu. Jake cria uma pasta com os gostos e aversões de Victor na esperança de obter sua aprovação, apenas para descobrir que Victor fez uma pasta dele e não acha que Jake é adequado para Amy. Apesar disso, os dois trabalham juntos para resolver um caso de Victor de 20 anos. Enquanto isso, Holt empresta a Pimento US $ 2.000 para ajudá-lo a obter uma licença de Investigador Particular, apenas para que Pimento aposte-a em uma corrida de cães que Holt está assistindo na TV. |              |                         |                         |                                            |                        |                  |                     |
| 76 | 8            | "Skyfire Cycle"         | Michael McDonald        | David Phillips                             | 29 de novembro de 2016 | 406              | 2.34                |
| Quando D.C. Parlov, autor da popular série de livros Skyfire Cycle, começa a receber ameaças de morte, Terry, um fã dos livros desde a adolescência, tem a chance de conhecer seu ídolo. Mas nem tudo é o que parece, quando as ameaças parecem ser um trabalho interno. Enquanto isso, Kevin, recentemente retornado, discute com Holt sobre um problema de matemática. Amy irrita Holt concordando com Kevin, enquanto Rosa tem uma solução diferente para o problema. Além disso, Gina tenta virar a família Boyle contra Charles e mudar seu local anual de férias em família de Iowa para Aruba. |              |                         |                         |                                            |                        |                  |                     |
| 77 | 9            | "The Overmining"        | Dean Holland            | Luke Del Tredici                           | 6 de dezembro de 2016  | 409              | 2.31                |
| O capitão C.J. perde as principais evidências em um caso de drogas, o que encanta Jake porque pode levar C.J. ao o turno do noite, permitindo que Holt e a equipe retornem ao turno do dia. Mas Holt convence Jake de que eles precisam encontrar as evidências e ajudar C.J. a fechar o caso, o que dá a Holt um caminho inteligente para entregar a C.J. as chaves para conduzir sua carreira na 99ª vez de uma vez por todas. Em outros lugares, Terry está sob ordens para reduzir o consumo de energia da Noventa e Nove, e ele luta contra Gina quando ela se recusa a desligar seu aquecedor. Além disso, Rosa descobre um lugar secreto para o qual Charles gosta de desaparecer nas primeiras horas da noite. |              |                         |                         |                                            |                        |                  |                     |
| 78 | 10           | "Captain Latvia"        | Jaffar Mahmood          | Matt Lawton                                | 13 de dezembro de 2016 | 410              | 2.15                |
| O distrito 99 tenta derrotar a Polícia do MTA na competição anual de canto de Natal. Enquanto isso, Boyle e Jake tentam rastrear o brinquedo importado que Charles comprou para Nicolaj no Natal e se infiltram na multidão. |              |                         |                         |                                            |                        |                  |                     |
| 79 80 | 11 12        | "The Fugitive"          | Rebecca Asher Ryan Case | Carol Kolb Justin Noble & Jessica Polonsky | 1 de janeiro de 2017   | 411 412          | 3.49                |
| O esquadrão faz uma caçada a um grupo de nove condenados que escaparam de um furgão nas ruas do Brooklyn. Amy e Jake formam equipes e propõem uma aposta em qual equipe capturará o maior número de condenados, com o perdedor tendo que se mudar para o apartamento do vencedor. Com o placar empatado em 4 a 4, Jake decide deixar Amy vencer a aposta. O fugitivo restante é revelado como o irmão adotivo de Doug Judy, então Jake pede a ajuda de seu inimigo para rastrear o fugitivo. Enquanto isso, de volta à delegacia, Amy e Gina ensinam a Charles sobre etiqueta de mensagens de texto adequada para colocá-lo de volta no grupo de mensagens. Gina é atropelada por um ônibus enquanto recebe uma mensagem dele. |              |                         |                         |                                            |                        |                  |                     |
| 81 | 13           | "The Audit"             | Beth McCarthy Miller    | Carly Hallam Tosh                          | 11 de abril de 2017    | 413              | 1.91                |
| O capitão Holt diz ao esquadrão que o crime está em queda acentuada no Brooklyn, mas a felicidade de todo mundo com essa notícia se horroriza quando ele diz que o Departamento de Polícia de Nova York está tentando fechar uma delegacia das 22 da cidade. Todos os esquadrões estão sendo auditados, e o auditor d 99 é o ex-namorado de Amy, Teddy, que não esqueceu que Amy o largou com o incentivo de Jake. Jake e Amy terminam em uma comédia de erros ao tentarem fazer amizade com Teddy e impedir que ele descubra que eles ainda acham que ele é o homem mais chato que existe. Na delegacia, Holt encarrega Terry de consertar uma copiadora japonesa de US $ 21.000 que o ex-capitão C.J. comprou, e Boyle e Diaz precisam lidar com uma emergência de infestação de ratos. Gina retorna cedo demais de ser gravemente ferida quando atropelada por um ônibus e usa seu status para ajudar a corrigir os problemas de manutenção da 99, enquanto Teddy se recusa de auditar o esquadrão de sua ex. O novo auditor é uma mulher que namorava Terry, que o despreza no presente e diz que vai fechar a 99 para sempre. |              |                         |                         |                                            |                        |                  |                     |
| 82 | 14           | "Serve & Protect"       | Michael Schur           | Andrew Guest & Alexis Wilkinson            | 18 de abril de 2017    | 414              | 1.91                |
| Com a ex-namorada de Terry, Veronica, agora executando a auditoria da 99, Amy e Gina tentam descobrir o que Terry fez de errado durante o rompimento que Veronica ainda guarda rancor, mas Terry insiste que ele foi o mais legal possível. Jake e Rosa abordam o caso de um laptop desaparecido no set do seriado de TV Serve & Protect. A estrela do programa Mark Devereaux está agindo como se ele fosse realmente um detetive da polícia de Nova York. Enquanto isso, Holt e Charles decidem passar por cima da cabeça de Veronica e ir direto ao vice-comissário. |              |                         |                         |                                            |                        |                  |                     |
| 83 | 15           | "The Last Ride"         | Linda Mendoza           | David Phillips                             | 25 de abril de 2017    | 415              | 1.88                |
| Holt anuncia que a 99 tem uma chance muito boa de ser desligada, afirmando que está entre eles e a 74. Terry descobre que precisa trabalhar mais um caso para alcançar Hitchcock, que já encerrou a maior parte dos casos na história da 99ª, principalmente por estar lá por mais 20 anos. Gina continuamente brinca com os detetives enquanto se lança na frente do público, o "Ginazon". Amy convence Holt a acelerar cinco anos de orientação antes do fechamento da 99. Jake e Charles partem juntos no último caso, que se transforma em uma grande apreensão de drogas. Eles optam pelo colar maior, mesmo que isso signifique que o caso não será resolvido até depois da decisão do fechamento. A delegacia vai a um bar e espera a delegacia ser fechada, mas Holt logo exclama que eles estão abertos, graças a Gina, que protestava contra o escritório do comissário. |              |                         |                         |                                            |                        |                  |                     |
| 84 | 16           | "Moo Moo"               | Maggie Carey            | Phil Augusta Jackson                       | 2 de maio de 2017      | 418              | 1.72                |
| Terry sofre racismo perto de sua casa à noite, enquanto procura o cobertor de suas filhas na rua, que caiu da minivan quando Jake e Amy levaram suas filhas para casa. Holt discorda de Terry quando ele insiste em registrar uma queixa ao policial em questão, pois isso pode afetar o avanço de sua carreira, que Holt considera como um passo para "mudar o sistema". Mais tarde, ele entende que sua posição como capitão lhe permite apoiar Terry como nenhum de seus superiores jamais o fez. Enquanto isso, Jake e Amy enfrentam os desafios da paternidade, enquanto Cagney e Lacey persistem em saber o que faz com que o pai tenha problemas. |              |                         |                         |                                            |                        |                  |                     |
| 85 | 17           | "Cop-Con"               | Giovani Lampassi        | Andy Gosche                                | 9 de maio de 2017      | 416              | 1.61                |
| A equipe da 99 participa de uma convenção de combate ao crime em Rochester com a intenção de festejar, mas Holt insiste que eles estão lá para aprender. Holt também está disputando uma vaga no conselho estadual contra um rival de longa data. Quando a turma tenta se infiltrar em uma festa naquela noite, Charles perde um laptop que contém a apresentação de Holt no quadro. Enquanto isso, Scully se apaixona por uma participante que é como ele de várias maneiras. |              |                         |                         |                                            |                        |                  |                     |
| 86 | 18           | "Chasing Amy"           | Luke Del Tredici        | Matt Lawton                                | 9 de maio de 2017      | 417              | 1.61                |
| Jake tenta ajudar Amy a se preparar para o exame de sargento, mas desconhecido para ele, Amy está evitando o exame, porque se tornar superior a Jake pode ter um efeito negativo no relacionamento deles. Enquanto isso, Gina é contemplada como uma importante herança da família Boyle que pertencia à tia recentemente falecida de Charles, mas ela acidentalmente a destrói. Terry e Holt constroem um modelo de trem para as crianças no saguão aproveitarem e competirem sobre qual conjunto é mais atraente. |              |                         |                         |                                            |                        |                  |                     |
| 87 | 19           | "Your Honor"            | Michael McDonald        | David Phillips & Carly Hallam Tosh         | 16 de maio de 2017     | 419              | 1.65                |
| Jake tenta impressionar a mãe de Holt, a honorável Laverne Holt, enquanto trabalha no caso de uma invasão em sua casa. Ao fazer isso, ele se depara com um segredo que nem o capitão Holt conhece sobre sua mãe. Na delegacia, Amy tenta ensinar a Gina desinteressada como trocar um pneu em seu carro, enquanto a repaginação de Terry, Charles e Rosa na sala de descanso é recebido com uma reprovação retumbante, especialmente de Scully e Hitchcock. |              |                         |                         |                                            |                        |                  |                     |
| 88 | 20           | "The Slaughterhouse"    | Victor Nelli Jr.        | Neil Campbell                              | 16 de maio de 2017     | 420              | 1.38                |
| Jake e Rosa trabalham em um caso de drogas e descobrem que estão interferindo em uma investigação secreta do tenente Hawkins, a quem ambos admiram muito. Uma competição ocorre quando Hawkins indica que pode haver espaço para um dos dois em sua força-tarefa. Holt tenta fazer com que Amy expresse raiva dele quando ele perde sua caneta favorita. Enquanto isso, Hitchcock está constantemente brigando com Scully, decorrente de Scully começando a escolher sua nova namorada em vez dele. No final, Jake descobre que Hawkins e sua força-tarefa estão ligados a assaltos a bancos recentes. |              |                         |                         |                                            |                        |                  |                     |
| 89 | 21           | "The Bank Job"          | Matthew Nodella         | Carol Kolb                                 | 23 de maio de 2017     | 421              | 1.78                |
| Jake e Rosa tentam se infiltrar na operação corrupta da tenente Hawkins. Eles tentam chegar ao seu "lado bom" fingindo corrupção e espancando Adrian Pimento, que está mais do que disposto a ajudar. Na delegacia, Terry, Amy e Charles encontram evidências de que Gina pode estar grávida. Mais tarde, ela revela que está, e que o pai é primo de Boyle, Milton. No dia seguinte, Jake e Rosa de ressaca são forçados a participar do mais recente assalto a banco de Hawkins. Quando mandam uma mensagem para Holt e a delegacia sobre onde encontrá-los, eles percebem que Hawkins lhes deu um endereço falso e são eventualmente enquadrados e presos pela própria Hawkins por roubar os bancos. |              |                         |                         |                                            |                        |                  |                     |
| 90 | 22           | "Crime and Punishment"  | Dan Goor                | Justin Noble & Jessica Polonsky            | 23 de maio de 2017     | 422              | 1.50                |
| Depois de dois meses de serem enquadrados e presos pelos assaltos a bancos, Jake e Rosa se preparam para ir a julgamento. Terry e Charles, muito estressado, contratam um hacker para rastrear a origem das contas bancárias nas Ilhas Cayman que de alguma forma foram criadas nos nomes de Jake e Rosa. Enquanto estão sob fiança, Jake e Amy vão à Pensilvânia para encontrar um ex-colega de Hawkins, que se recusa a testemunhar como testemunha a princípio por medo de represálias. Mais tarde, ele faz, mas é revelado que o homem ainda está trabalhando com Hawkins e é a pessoa que transferiu o dinheiro do roubo em primeiro lugar. No final, Jake e Rosa são considerados culpados pelos jurados. |              |                         |                         |                                            |                        |                  |                     |

## Recepção

### Resposta da crítica
O site agregador de análises Rotten Tomatoes registra uma classificação de aprovação de 100%, com uma pontuação média de 7,96/10, com base em 12 avaliações. O consenso do site diz, "Travessuras tumultuadas ainda reinam supremas, mas a quarta temporada de Brooklyn Nine-Nine também aborda questões polêmicas com sua compaixão por marca registrada e humor eloquente."

### Prêmios e indicações
| Prêmio                           | Data da cerimônia       | Categoria                                                                        | Nomeados           | Resultado | Ref.   |
| -------------------------------- | ----------------------- | -------------------------------------------------------------------------------- | ------------------ | --------- | ------ |
| People's Choice Awards           | 18 de janeiro de 2017   | Ator de TV cômico favorito                                                       | Andy Samberg       | Indicado  | [ 20 ] |
| Satellite Awards                 | 18 de fevereiro de 2017 | Melhor série de televisão, comédia ou musical                                    | Brooklyn Nine-Nine | Indicado  | [ 21 ] |
| Satellite Awards                 | 18 de fevereiro de 2017 | Melhor Ator Coadjuvante em Série, Minissérie ou Filme para TV                    | Andre Braugher     | Indicado  | [ 21 ] |
| GLAAD Media Awards               | 1 de abril de 2017      | Melhor série de comédia                                                          | Brooklyn Nine-Nine | Indicado  | [ 22 ] |
| Black Reel Awards for Television | 3 de agosto 2017        | Melhor ator coadjuvante de série de comédia                                      | Andre Braugher     | Indicado  | [ 23 ] |
| Teen Choice Awards               | 13 de agosto de 2017    | Ator de televisão: Comédia                                                       | Andy Samberg       | Indicado  | [ 24 ] |
| Teen Choice Awards               | 13 de agosto de 2017    | Série de televisão - Comédia                                                     | Brooklyn Nine-Nine | Indicado  | [ 24 ] |
| Imagen Awards                    | 18 de agosto de 2017    | Melhor programa de televisão – Comédia                                           | Brooklyn Nine-Nine | Indicado  | [ 25 ] |
| Creative Arts Emmy Awards        | 10 de setembro de 2017  | Melhor coordenação de dublês para uma série de comédia ou programa de variedades | Brooklyn Nine-Nine | Indicado  | [ 26 ] |

## Audiência
| №     | Título                  | Exibição original      | Rating/share (18–49) | Audiência (em milhões) | DVR (18–49) | Audiência em DVR (milhões) | Total (18–49) | Audiência total (em milhões) |
| ----- | ----------------------- | ---------------------- | -------------------- | ---------------------- | ----------- | -------------------------- | ------------- | ---------------------------- |
| 1     | "Coral Palms Pt. 1"     | 20 de setembro de 2016 | 1.1/4                | 2.39                   | N/A         | 1.14                       | N/A           | 3.53                         |
| 2     | "Coral Palms Pt. 2"     | 27 de setembro de 2016 | 1.0/4                | 2.34                   | 0.6         | 1.15                       | 1.6           | 3.49                         |
| 3     | "Coral Palms Pt. 3"     | 4 de outubro de 2016   | 1.0/4                | 2.40                   | 0.6         | 1.02                       | 1.6           | 3.42                         |
| 4     | "The Night Shift"       | 11 de outubro de 2016  | 0.9/3                | 2.13                   | 0.7         | 1.13                       | 1.6           | 3.25                         |
| 5     | "Halloween IV"          | 18 de outubro de 2016  | 0.9/3                | 2.05                   | 0.6         | N/A                        | 1.5           | N/A                          |
| 6     | "Monster in the Closet" | 15 de novembro de 2016 | 0.9/3                | 2.18                   | 0.6         | 1.02                       | 1.5           | 3.20                         |
| 7     | "Mr. Santiago"          | 22 de novembro de 2016 | 0.9/3                | 2.19                   | 0.5         | 0.99                       | 1.4           | 3.18                         |
| 8     | "Skyfire Cycle"         | 29 de novembro de 2016 | 1.0/3                | 2.34                   | N/A         | N/A                        | N/A           | N/A                          |
| 9     | "The Overmining"        | 6 de dezembro de 2016  | 1.0/4                | 2.31                   | 0.6         | 1.01                       | 1.6           | 3.32                         |
| 10    | "Captain Latvia"        | 13 de dezembro de 2016 | 0.9/4                | 2.15                   | 0.6         | 0.91                       | 1.5           | 3.06                         |
| 11/12 | "The Fugitive"          | 1 de janeiro de 2017   | 1.3/4                | 3.49                   | 0.6         | 0.96                       | 1.9           | 4.441                        |
| 13    | "The Audit"             | 11 de abril de 2017    | 0.7/3                | 1.91                   | 0.5         | 0.95                       | 1.2           | 2.85                         |
| 14    | "Serve & Protect"       | 18 de abril de 2017    | 0.7/3                | 1.91                   | 0.5         | 0.85                       | 1.2           | 2.76                         |
| 15    | "The Last Ride"         | 25 de abril de 2017    | 0.7/3                | 1.88                   | N/A         | N/A                        | N/A           | N/A                          |
| 16    | "Moo Moo"               | 2 de maio de 2017      | 0.6/3                | 1.72                   | 0.5         | N/A                        | 1.1           | N/A                          |
| 17    | "Cop-Con"               | 9 de maio de 2017      | 0.6/2                | 1.61                   | N/A         | N/A                        | N/A           | N/A                          |
| 18    | "Chasing Amy"           | 9 de maio de 2017      | 0.6/2                | 1.61                   | 0.5         | 0.95                       | 1.1           | 2.39                         |
| 19    | "Your Honor"            | 16 de maio de 2017     | 0.7/3                | 1.65                   | N/A         | N/A                        | N/A           | N/A                          |
| 20    | "The Slaughterhouse"    | 16 de maio de 2017     | 0.6/3                | 1.38                   | 0.4         | 0.77                       | 1.0           | 2.14                         |
| 21    | "The Bank Job"          | 23 de maio de 2017     | 0.7/3                | 1.78                   | 0.4         | 0.88                       | 1.1           | 2.66                         |
| 22    | "Crime and Punishment"  | 23 de maio de 2017     | 0.6/2                | 1.50                   | 0.5         | 0.91                       | 1.1           | 2.41                         |

↑1  As classificações Live +7 não estavam disponíveis, portanto, as classificações Live +3 foram usadas.